# Estrongilió
Estrongilió (en llatí Strongylion, en grec antic Στρογγυλίων) fou un destacat escultor grec que mencionen Pausànies i Plini el Vell, i que consta també en una inscripció. Era expert en obres que representaven cavalls i bous.
La inscripció va ser descoberta l'any 1840 a l'acròpoli d'Atenes, entre el Propileu i el Partenó, en una llosa de marbre pentèlic, i diu: ΧΑΙΠΕΔΕΜΟΣΕΤΑΛΛΕϜΟ ΕΚΚΟΙϜΕΣΑΝΕΘΕΚΕΝ ΣΤΠΟΛΛΤϜΙΟΝΕΠΟΕΣΕΝ (o  Χαιρέδημος Εὐαγγέλου ἐκ Κοίλης ἀνέθηκεν Στρογγυλίων ἐποίησεν. L'estàtua representava el cavall de Troia i està datada vers el 414 aC.
Pausànies també diu que Estrongilió va fer una estàtua d'Àrtemis Soteira a Mègara, i que era contemporani de Praxíteles. També el mateix autor indica que va fer altres estàtues, entre elles tres del grup de Muses al Mont Helicó, de les que unes altres tres van ser fetes per Cefisòdot el vell i les tres restants per Olimpiostenes. Plini parla de dues estàtues de bronze, una d'una amazona amb unes cames bellíssimes que Neró admirava molt fins al punt d'emportar-se la imatge i una altra d'un noi, que li agradava a Marc Juni Brut i li va posar el seu nom.